# Lavos (Chrono Trigger)
Lavos es el jefe final del juego Chrono Trigger de Squaresoft.
Es un gigantesco parásito planetario, que tras llegar a la Tierra proveniente del espacio en el año 65.000.000 a. C., permanecería aletargado hasta que el año 1999 d. C. surgiera a la superficie y arrasase el planeta. A lo largo del transcurso del juego, los protagonistas descubren la existencia de este ser y se proponen detenerlo para evitar la destrucción del mundo.

## Llegada
Lavos llega a la Tierra 65.000.000 años antes de Cristo. Su impacto contra la superficie tiene lugar en la Guarida de Tyranno, el último bastión de los Saurios, una raza de hombres-dinosaurio que luchaban contra la raza humana, tratando de destruirla. La Estrella Roja como los Saurios llamaban a Lavos provocaría una larga edad de hielo en la Tierra, a la cual los Saurios no sobrevivirían. Este es el motivo por el cual Azala, líder de los Saurios, le contó a Ayla, líder de los Ioka, la razón del por qué habían decidido exterminar a la raza humana, ya que no los consideraban dignos de reinar en la Tierra.
Así pues Ayla es quien bautiza a Lavos como tal (que en su idioma significa Fuego Grande) tras abandonar apresuradamente la Guarida de Tyranno, Lavos impacta provocando la destrucción de los Saurios y generando una gran nube de polvo que oculta la luz del Sol (esto último no puede percibirse a simple vista, pero sí a través de los diálogos con los Ioka, la tribu sobreviviente, ya que los Saurios incendiaron la aldea de los Laruba, la otra tribu humana predominante). Crono se dispone entonces a acabar con Lavos, ya que debe de estar debilitado tras el impacto, pero no obstante éste ya se ha internado en el núcleo terrestre, desde donde absorbe la energía del planeta.

## La caída de Zeal
En algún momento anterior a la era 12000 a. C., la humanidad toma contacto con Lavos, cuyo inmenso poder les proporciona la capacidad de usar la magia. Así es como aparece el Reino Mágico de Zeal (Magical Kingdom of Zeal en inglés), habitado por magos. Usando la magia consiguen elevar su reino sobre las densas nubes que aún cubrían la Tierra tras la llegada de Lavos y que la había sumido en una cruenta edad de hielo. Pero no todos los humanos fueron capaces de usar magia, así pues los no magos (llamados Terrestres por los habitantes de Zeal) fueron desterrados a la Tierra y usados como esclavos por los Iluminados, como se llamaban a sí mismos los habitantes de Zeal.
Pasado un tiempo los habitantes de Zeal deciden construir el Receptáculo Sagrado (The Mammon Machine en inglés) con la cual pretendían absorber la gran energía que Lavos irradiaba y utilizarla para sus propios fines. Es entonces cuando la Reina Zeal decide iniciar la construcción del Santuario Submarino (Ocean Palace) al cual llevar el receptáculo, ya que al estar más cerca de Lavos la extracción de energía sería aún mayor, llegando entonces a obtener la vida eterna que ella ansiaba.
Es así como al llevar el Receptáculo al Santuario Submarino, el poder de Lavos se desborda, arrasando el reino de Zeal y provocando su caída de los cielos y la muerte de la inmensa mayoría de sus habitantes. De esta manera la magia desaparece de la faz de la Tierra, así como se marca el fin de la edad de hielo en la que se encontraba el planeta.

## "Los años de Paz"
En la era del 600 d. C. Lavos es brevemente despertado por el entonces temido hechicero Magus con el propósito de destruirlo. Sin embargo, es derrotado y asesinado, no sin antes volverlo a hacer dormir antes de que despertara completamente y causara un desastre otra vez.
En la era del 1000 d. C. Los Mystics de esa era creían que Lavos era una criatura creada por Magus para destruir a la humanidad en su nombre aunque esa información no podía salir de la villa Medina.
También en esa era había ocasionalmente temblores terrestres que eran causados porque Lavos absorbía la energía del planeta.

## El día del Apocalipsis
Lavos permanece aletargado desde la caída de Zeal hasta el año 1999 d. C., cuando sale a la superficie arrasando el planeta entero tras haber absorbido toda su energía interna. A partir de aquí los pocos supervivientes se ven obligados a malvivir en ruinosos domos donde protegerse de las bestias mutantes que el poder de Lavos había originado. Sin posibilidad de obtener alimento de la desnutrida tierra, los supervivientes se mantienen con vida gracias al Vigorizador, una máquina que les mantiene con la suficiente energía para vivir, pero sin eliminar la sensación de hambre (el propio jugador puede utilizar estas máquinas para curar sus puntos de vida, pero dejándole con hambre).
Mientras tanto, Lavos se instala en el Monte de los Difuntos desde donde se reproduce dando lugar a nuevas "crías de Lavos" que se suponen viajarían a otros planetas a parasitarlos tal y como ha hecho él.

## La destrucción de Lavos
Una vez que el jugador ha descubierto la existencia de Lavos y de como destruye el mundo, se propone evitar que llegue a destruir el mundo, matándolo antes del año 1999 d. C. Así, según el momento que se elija para destruirlo, podemos tener diversos finales (incluyendo uno cómico en el que podemos conocer a los principales productores del juego si derrotamos a Lavos en el momento justo en el que va a destruir Zeal, momento en el cual se supone ha de vencernos él a nosotros).
Sea donde sea que nos enfrentemos a él, debemos luchar en tres fases contra él:
-En la primera luchamos contra su caparazón exterior, donde irá imitando a los distintos jefes finales que habremos ido venciendo a lo largo del juego. Una vez derrotado un agujero se abrirá en su caparazón permitiéndonos entrar al interior de este. (Esta fase se puede evitar si hemos decidido utilizar el Epoch para abrir una brecha en él, a costa de perder la nave).
-En la segunda fase lucharemos contra el que parece ser el auténtico Lavos, un ser igualmente enorme, aunque no tanto como el caparazón, que es el resultado de la fusión del ADN de todas las especies vivientes del planeta.
-En la tercera y última fase descubriremos el auténtico aspecto de Lavos, el cual se encontraba en el interior de nuestro anterior enemigo, siendo éste otro caparazón más. Una vez que hayamos derrotado a este último enemigo habremos eliminado definitivamente a Lavos y terminado el juego, tras ver el respectivo final.

## Curiosidades
Lavos está inspirado en Ajenjo, una estrella mencionada en el Apocalipsis de la Biblia, que "amargará la tercera parte de las aguas de la tierra". 
- Datos: Q5971908